# Lobidiopteryx antithetica
Lobidiopteryx antithetica är en fjärilsart som beskrevs av Louis Beethoven Prout 1935. Lobidiopteryx antithetica ingår i släktet Lobidiopteryx och familjen mätare. Inga underarter finns listade i Catalogue of Life.